# Villa George-Sand
La villa George-Sand est une voie du 16e arrondissement de Paris, en France.

## Situation et accès
La villa George-Sand est une voie située dans le 16e arrondissement de Paris. Elle débute au 24, rue George-Sand et se termine en impasse. Elle est longue de 42 mètres et large de 15.

## Origine du nom

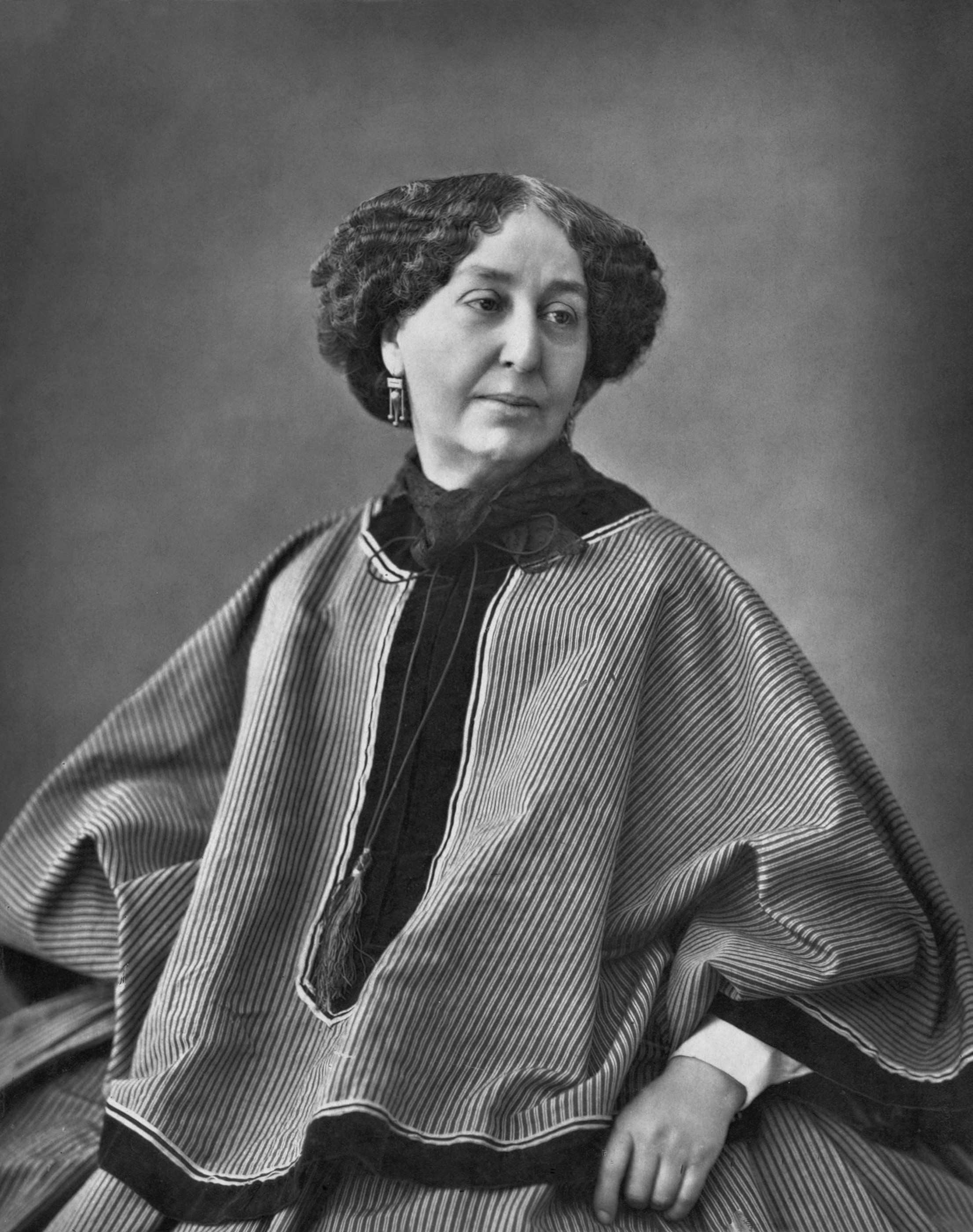
George Sand en 1864, par Nadar.

Elle porte le nom de l'écrivain français Amantine Lucile Aurore Dupin, dame Dudevant, connue sous le pseudonyme de George Sand (Paris, 1804 – Nohant, 1876), en raison de sa proximité avec la rue éponyme.

## Historique
Cette voie est ouverte sous sa dénomination actuelle en 1913 et fermée à la circulation publique par un arrêté municipal du 27 octobre 1988.